# Leeway Space

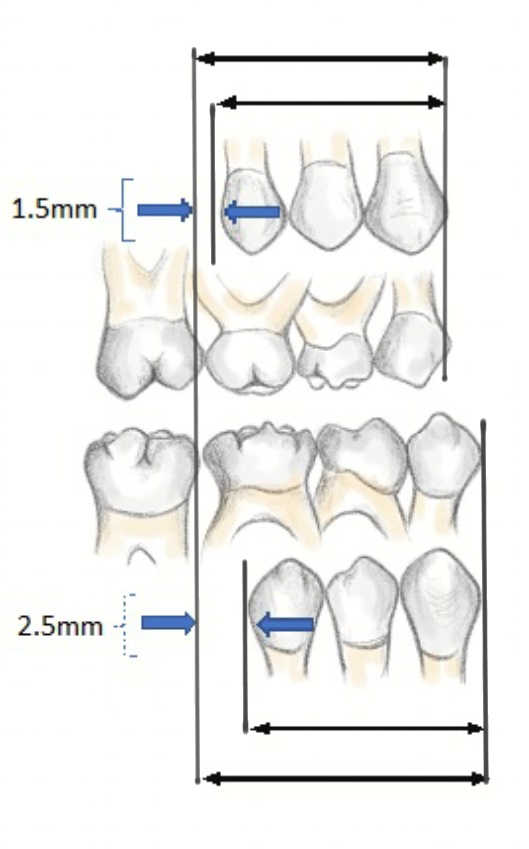
Leeway Space – Unterschied der Zahnbreiten zwischen Milchzähnen und bleibenden Zähnen

Unter dem Leeway Space (deutsch Spielraum) versteht man in der Zahnmedizin den Platzgewinn während des Zahnwechsels. Die durchbrechenden Prämolaren sind kleiner als die Milchzähne, die durch jene ersetzt werden. Dadurch können die bleibenden Molaren mesial in die Lücken driften und eine Okklusion der Angle-Klasse I (Neutralbiss, „Normalbiss“) entwickeln. Die Differenz in Millimetern zwischen der Summe der mesio-distalen Zahnbreiten des Milch-Eckzahns und des ersten und zweiten Milchmolaren einerseits und der Summe der mesio-distalen Breiten der nachrückenden bleibenden Zähne, nämlich des Eckzahns und des ersten und zweiten Prämolaren andererseits, ergibt den Platzgewinn.  Es entstehen je Quadrant (eine Kieferhälfte) 1,7 mm Platzreserve im Unterkiefer und 0,9 mm im Oberkiefer. Diese kann auch therapeutisch bei einem Engstand der Zähne in der Kieferorthopädie genutzt werden.